# Condado de Surry (Virgínia)
O Condado de Surry é um dos 95 condados do estado americano de Virgínia. A sede do condado é Surry, e sua maior cidade é Surry. O condado possui uma área de 723 km² (dos quais 81 km² estão cobertos por água), uma população de 6 829 habitantes, e uma densidade populacional de 9 hab/km² (segundo o censo nacional de 2000). O condado foi fundado em 1652.